# 长征系列运载火箭

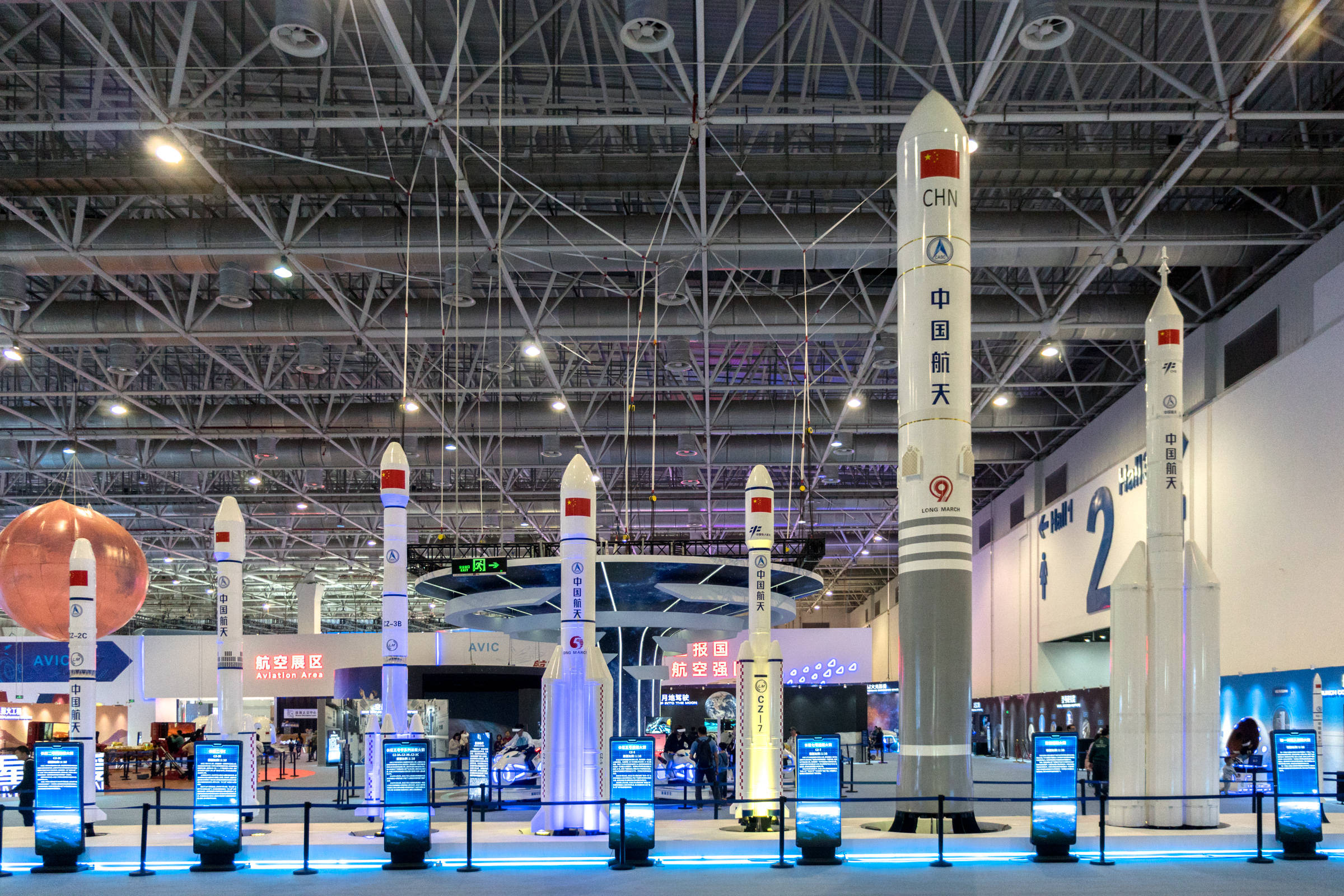
部分长征系列火箭模型，从左至右依次为：长征二号丙、长征二号捆、长征三号乙、长征五号、长征七号、长征九号、长征十号

长征系列运载火箭是中华人民共和国自行研制的运载火箭，是中国运载火箭中最为知名的一个系列。长征火箭从1965年开始研制，1970年“长征一号”运载火箭首次发射“东方红一号”卫星成功。
长征火箭已經有：长征一号、长征二号、长征三号、长征四号、长征五号、长征六号、长征七号、长征八号和长征十一号9个系列，其中长征一号系列已全部退役，而二三號雖然比較老舊，但還是相對成熟的火箭，新一代液氧煤油的五號與七號未來將承擔主力，並為可回收技術做準備（八號）。目前，长征系列各轨道最大发射能力分别是：近地轨道25吨，太阳同步轨道15吨，地球同步转移轨道14吨。
长征系列火箭承接了中国航天大部分发射任务，也在国际商業卫星发射市场上占了一席之地。截至2023年12月30日，长征系列火箭共发射505次。

## 名称
“长征”系列运载火箭的名称继承自“长征一号”火箭的名称。目前长征系列运载火箭总设计师是龙乐豪。
长征一号火箭设计之初，中国运载火箭技术研究院第一总体设计部总体设计室的同志们，有感于毛泽东著名的《七律·长征》一诗中表现出的顽强精神意志，提议将火箭命名为“长征”，寓意中国火箭事业一定会像红军长征一样，克服任何艰难险阻，到达胜利彼岸。1966年，钱学森、王秉章与国防科工委的罗舜初及中国科学院的张劲夫、裴丽生等，一同研究确定了中国的第一枚运载火箭的名字“长征一号”。

## 火箭外形
| 长征二号系列火箭 | 长征二号系列火箭 | 长征二号系列火箭 | 长征二号系列火箭 | 长征二号系列火箭 | 长征二号系列火箭 | 长征三号系列火箭 | 长征三号系列火箭 | 长征三号系列火箭 | 长征三号系列火箭 | 长征四号系列火箭 | 长征四号系列火箭 | 长征四号系列火箭 | 长征七号系列火箭 |
| 2                | 2丙              | 2丁              | 2捆              | 2F               | 2FT              | 3                | 3甲              | 3乙              | 3丙              | 4甲              | 4乙              | 4丙              | 7                |
|                  |                  |                  |                  |                  |                  |                  |                  |                  |                  |                  |                  |                  |                  |
| 退役             | 现役             | 现役             | 退役             | 现役             | 现役             | 退役             | 现役             | 现役             | 现役             | 退役             | 现役             | 现役             | 现役             |

## 相关参数
| 型号       | 服役时间      | 推进剂（氧化剂+燃烧剂）                                         | 级数 | 高度 (m)   | 直径 (m) | 起飞 质量 (t) | 起飞 推力 (kN) | 載荷 (LEO, t) |
| ---------- | ------------- | --------------------------------------------------------------- | ---- | ---------- | -------- | ------------- | -------------- | ------------- |
| 长征一号   | 1970年-1971年 | 硝酸-27S+偏二甲肼；高氯酸铵-聚硫橡膠固體燃料                    | 3    | 29.86      | 2.25     | 0081.6        | 01020          | 000.3         |
| 长征一号丁 | 1995年-2002年 | 硝酸-27S+偏二甲肼；四氧化二氮+偏二甲肼； 端羟基聚丁二烯固體燃料 | 3    | 28.22      | 2.25     | 0081.1        | 01101          | 000.93        |
| 长征二号   | 1974年-1980年 | 四氧化二氮+偏二甲肼                                             | 2    | 31.1       | 3.35     | 0190          | 02786          | 001.8         |
| 长征二号丙 | 1975年-       | 四氧化二氮+偏二甲肼                                             | 2    | 43.72      | 3.35     | 0245          | 02962          | 004.0         |
| 长征二号丁 | 1992年-       | 四氧化二氮+偏二甲肼                                             | 2    | 41.056     | 3.35     | 0250          | 02962          | 004.0         |
| 长征二号捆 | 1990年-1995年 | 四氧化二氮+偏二甲肼                                             | 2.5  | 49.686     | 3.35     | 0464          | 05923          | 009.5         |
| 长征二号F  | 1999年-       | 四氧化二氮+偏二甲肼                                             | 2.5  | 58.34      | 3.35     | 0479.8        | 05923          | 008.15        |
| 长征三号   | 1984年-2000年 | 四氧化二氮+偏二甲肼；液氧+液氢                                  | 3    | 44.86      | 3.35     | 0205          | 02962          | 005.0         |
| 长征三号甲 | 1994年-       | 四氧化二氮+偏二甲肼；液氧+液氢                                  | 3    | 52.52      | 3.35     | 0241          | 02962          | 006.0         |
| 长征三号乙 | 1996年-       | 四氧化二氮+偏二甲肼；液氧+液氢                                  | 3.5  | 57.126     | 3.35     | 0459          | 05923          | 011.5         |
| 长征三号丙 | 2008年-       | 四氧化二氮+偏二甲肼；液氧+液氢                                  | 3.5  | 57.126     | 3.35     | 0345          | 04442          | 009.1         |
| 长征四号甲 | 1988年-1990年 | 四氧化二氮+偏二甲肼                                             | 3    | 41.901     | 3.35     | 0241          | 02962          | 003.8         |
| 长征四号乙 | 1999年-       | 四氧化二氮+偏二甲肼                                             | 3    | 47.977     | 3.35     | 0249          | 02962          | 004.2         |
| 长征四号丙 | 2007年-       | 四氧化二氮+偏二甲肼                                             | 3    | 47.977     | 3.35     | 0249          | 02962          | 004.2         |
| 长征五号   | 2016年-       | 液氧+煤油；液氧+液氢                                            | 2.5  | 56.97-63.2 | 5        | 0869          | 10620          | 032           |
| 长征五号B  | 2020年-       | 液氧+煤油；液氧+液氢                                            | 1.5  | 53.66      | 5        | 0837          | 10620          | 025           |
| 长征六号   | 2015年-       | 液氧+煤油；四氧化二氮+偏二甲肼                                  | 3    | 29.287     | 3.35     | 0103.2        | 01200          | 001.5         |
| 长征六号甲 | 2022年-       | 液氧+煤油；固体燃料                                             | 2.5  | 50         | 3.35     | 0530          | 07230          |               |
| 长征六号丙 | 2024年-       | 液氧+煤油                                                       | 2    | 43         | 3.35     | 0217          | 02400          |               |
| 长征七号   | 2016年-       | 液氧+煤油                                                       | 2.5  | 53.075     | 3.35     | 0597          | 07200          | 014           |
| 长征七号改 | 2020年-       | 液氧+煤油；液氧+液氢                                            | 3.5  | 60.13-60.7 | 3.35     | 0573          | 07200          | 0019          |
| 长征八号   | 2020年-       | 液氧+煤油；液氧+液氢                                            | 2.5  | 50.3       | 3.35     | 0356.5        | 04800          | 008.1         |
| 长征九号   | 2033年        | 液氧+甲烷；液氧+液氢                                            | 3    | 114        | 10.6     | 4369          | 60000          | 150           |
| 长征十号   | 2027年        | 液氧+煤油；液氧+液氢                                            | 3.5  | 89-93.2    | 5        | 2187          | 26250          | 070           |
| 长征十号甲 | 2026年        | 液氧+煤油                                                       | 2    | 67         | 5        | 0740          | 08750          | 018           |
| 长征十一号 | 2015年-       | 固体燃料                                                        | 4    | 20.8       | 2        | 0058          | 01200          | 000.75        |
| 长征十二号 | 2024年-       | 液氧+煤油                                                       | 2    | 62         | 3.8      | 0433          |                | 012           |

长征系列运载火箭时间轴

## 系列型号
示例“在研，现役，退役，首飞于：”

### 长征一号
退役：
- 长征一号（首飞于1970年4月24日）
- 长征一号丁

### 长征二号
现役：
- 长征二号丙（首飞于1982年9月9日）
- 长征二号丁（首飞于1992年8月9日）
- 长征二号F（首飞于1999年11月20日）

退役：
- 长征二号（首飞于1974年11月5日）
- 长征二号捆（首飞于1990年7月16日）

### 长征三号
现役：
- 长征三号甲（首飞于1994年2月8日）
- 长征三号乙（首飞于1996年2月15日）
- 长征三号丙（首飞于2008年4月25日）

退役：
- 长征三号（首飞于1984年1月29日）

### 长征四号
现役：
- 长征四号乙（首飞于1999年5月10日）
- 长征四号丙（首飞于2006年4月27日）

退役：
- 长征四号甲（首飞于1988年9月6日）

### 长征五号
现役：
- 长征五号（首飞于2016年11月3日）
- 长征五号B（首飞于2020年5月5日）

### 长征六号
现役：
- 长征六号（首飞于2015年9月20日）
- 长征六号甲（首飞于2022年3月29日）
- 长征六号丙（首飞于2024年5月7日）

在研：
- 长征六号乙

### 长征七号
现役：
- 长征七号（首飞于2016年6月25日）
- 长征七号改（首飞于2020年3月16日）

### 长征八号
现役：
- 长征八号（首飞于2020年12月22日）
- 长征八号甲（首飞于2025年2月11日）

### 长征九号
在研：
- 长征九号

### 长征十号
在研：
- 长征十号
- 长征十号甲

### 长征十一号
现役：
- 长征十一号（首飞于2015年9月25日）

### 长征十二号
现役：
- 长征十二号（首飞于2024年11月30日）

## 相关任务
- 东方红一号：长征一号
- 中国载人航天工程：长征二号F、长征五号B、长征七号
- 中国探月工程：长征三号甲、长征三号乙、长征三号丙、长征四号丙、长征五号
- 北斗卫星导航系统：长征三号甲、长征三号乙、长征三号丙
- 载人登月：长征十号